# Либавий, Андреас
Андреас Либа́вий (лат. Andreas Libavius; 1555, Галле, Магдебургское архиепископство — 25 июля 1616, Кобург) — немецкий врач и химик. Родился в Галле (Германия). В Галле посещал гимназию, затем учился в университетах Виттенберга (с 1576 года) и Йены (с 1577 года) на факультетах философии и истории, получил академическую ученую степень магистра искусств. 

## Биография
Работал учителем в Ильменау (с 1581 года) и в Кобурге (с 1586 года). В 1588 году отправился в Базель, где получил степень доктора медицины, и в том же году стал профессором истории и поэзии в Йене. Руководил медицинскими диспутами. В 1597 году написал первый систематический учебник «Алхимия», в который вошли инструкции по приготовлению  кислот. Ряд его произведений был опубликован под именем Василия де-Варна. Либавий умер в Кобурге, где занимал должность ректора гимназии Casimirianum.
На Андреаса Либавия оказало влияние учение Парацельса. Он начал использовать новые химические препараты в медицине, тогда как теоретически придерживался традиционных учений (аристотелевского и галеновского) и отвергал мистику Парацельса. Аристотель и Гален появляются на почётном месте — на титульном листе основной работы Либавия, в «Алхимии», опубликованной во Франкфурте в 1596 году. Либавий критиковал розенкрейцеров в нескольких работах, решительно выступал против теории макро- и микрокосмической гармонии, против магии и каббалы, Гермеса Трисмегиста, против Агриппы и Тритемия.